# 董憲
董 憲（とう けん、? - 30年）は、中国の新代から後漢時代にかけての武将。徐州東海郡の人。

## 事跡
| 姓名           | 董憲                                      |
| 時代           | 新代 - 後漢時代                           |
| 生没年         | 生年不詳 - 30年（建武6年）                |
| 字・別号       | 〔不詳〕                                  |
| 本貫・出身地等 | 徐州東海郡                                |
| 職官           | 別部校尉〔樊崇〕 →翼漢大将軍〔劉永〕      |
| 爵位・号等     | 海西王〔劉永〕                            |
| 陣営・所属等   | 樊崇→〔独立勢力〕→劉永 →劉紆→〔独立勢力〕 |
| 家族・一族     | 〔不詳〕                                  |

### 初期の事跡
東海郡を根拠地とした新末後漢初の群雄の一人で、後に、梁で天子を自称した劉永、そしてその子の劉紆に仕えた。
初めは赤眉軍の別部校尉（別働隊隊長）で、数万人の軍勢を率いて梁郡で活動していた。地皇3年（22年）冬、赤眉軍を討伐に来た新の更始将軍・平均公廉丹と太師王匡の軍勢と成昌（東平郡）で戦い、これを撃破して、廉丹を討ち取っている。
その後、樊崇率いる赤眉軍本隊からは離脱した模様で、東海郡で群雄の一人として割拠している。そして、梁を支配していた劉永の統治を受け入れ、翼漢大将軍に任命された。これ以降は、梁の将軍として活躍する。建武3年（27年）2月には、梁で天子となった劉永から海西王に封じられている。

### 劉紆軍重鎮として
同年秋、漢軍との戦いで劉永が戦死すると、その子の梁王劉紆の陣営でも、董憲は梁軍の重鎮と目される。翌建武4年（28年）7月、董憲の部将の賁休が、蘭陵（東海郡）を漢軍に献上して降伏したが、董憲は素早く蘭陵の奪回に動き、城を包囲する。漢軍は、虎牙大将軍蓋延と平狄将軍龐萌の軍を賁休の援軍に送り込んだが、董憲はこれを撃退し、ついに蘭陵を陥落させた。翌建武5年（29年）3月には、龐萌が漢に反逆して董憲に帰順している。
ここに至り、光武帝は親征により董憲ら梁軍を討伐した。同年6月、桃城（東平郡）を包囲していた蘇茂、龐萌を撃破した光武帝は、7月、昌慮（東海郡）まで進軍し、董憲はこれを迎撃したが大敗した。さらに8月には、漢の大司馬呉漢の猛攻を受けて敗退し、劉紆を守って郯（東海郡）へ逃げ込む。しかし城は陥落させられて劉紆も殺され、董憲は龐萌と共に朐（東海郡）に追い込まれてしまう。

### 最期
建武6年（30年）、董憲と龐萌は密かに朐を脱出して、贛楡（東海郡）を奪取したが、これを察知した琅邪太守陳俊に攻撃され、沢中へ逃れている。同年2月、朐は呉漢により陥落させられ、董憲の妻子は捕縛された。これを知った董憲は涙ながらに部下に謝罪し、龐萌と共に漢に降伏しようとしたが、追撃してきた呉漢配下の校尉韓湛に斬られている。董憲と龐萌の首級は、洛陽に送られた。